# Ali Gharbi (Schwimmer)
Ali Gharbi (* 18. April 1955 in Karthago/Tunis; † 12. Dezember 2009 ebenda) war ein tunesischer Schwimmer. Er schwamm für den Club Africain aus Tunis und nahm für sein Land an den Olympischen Spielen 1976 teil. Er gilt in den 1970er Jahren als der beste Schwimmer Afrikas und war mehrmals bei den Afrikaspielen  und Afrikameisterschaften erfolgreich. Gharbi schwamm zwischen 1970 und 1982 80 nationale Rekorde und 30 Afrikarekorde und wurde 64-mal tunesischer Meister. Insgesamt errang Gharbi in seiner Karriere 148 Medaillen.
Bei den Afrikaspielen 1973 in Lagos gewann er einmal Gold, dreimal Silber und einmal Bronze. 1978 in Algier gewann er acht Gold- und eine Silbermedaille.
Bei den Afrikanischen Schwimmmeisterschaften 1974 in Kairo holte er 7-mal Gold und 2-mal Silber.  Drei Jahre später, bei den Meisterschaften in seiner Heimatstadt Tunis, gewann er insgesamt elf Silbermedaillen.